# Église Saint-Vaast de Béthune
Pour les articles homonymes, voir église Saint-Vaast.
L’église Saint-Vaast est une église française de culte catholique, située à Béthune dans le département du Pas-de-Calais. Son architecture monumentale est de style néogothique régionaliste (néoflamand).

## Historique
Une première église, de style gothique tardif mêlé de style Renaissance, a été bâtie en 1547 à l’intérieur des murs de la ville, à l’emplacement de l’actuelle place Pasteur, sur ordonnance de Charles Quint.
À la suite de sa destruction totale lors de la Première Guerre mondiale, elle a été entièrement reconstruite entre 1924 et 1927 selon les plans de l'architecte Louis Marie Cordonnier.
Entre-temps, Jean Mercier, directeur de la compagnie des mines, a récupéré en 1919 des éléments du cloître de l'église. Ayant acheté en 1921 le château de Montfort en Dordogne, il y a fait transporter des colonnes et des chapiteaux de l'ancienne église de Béthune.

## Architecture
De style néogothique, elle est construite en brique, associée au béton armé et à la pierre. Elle fait référence aux églises gothiques flamandes en brique. Ce style néoflamand est caractéristique de l'architecte Louis Marie Cordonnier, et de nombreuses reconstructions dans la région après la Première Guerre mondiale. La plupart des églises de la plaine de la Lys ont été reconstruites dans ce style. Cependant ici l'église n'est pas purement néogothique ou néoflamande, elle intègre de nombreuses citations du gothique classique français, et surtout elle fait la part belle aux techniques modernes comme les charpentes métalliques qui structurent les voûtes. Elle est caractérisée par une tour massive de 68 mètres de haut placée en façade qui surplombe trois porches en arc brisé. Cette tour s'inspire de celle de l'ancienne église détruite et de celles d'autres églises typiques de la région (Aire sur-la-Lys, Dunkerque ou Ypres par exemple).

## Mobilier

### Orgues
Dans l’église se sont succédé plusieurs générations d’orgues. À la suite de la destruction de l'orgue Merklin (1888) lors de la Première Guerre mondiale, les établissements Krischer équipent l’église entre 1926 et 1930 d’un grand-orgue et d’un orgue de chœur, tous deux pneumatiques. En 1974, à la suite de la défaillance de ces instruments, la paroisse commande un orgue de chœur mécanique à René Godefroy. Enfin, un nouvel orgue s’ajoute en 2001.

### Cloches
Le clocher abrite une sonnerie de 4 cloches de volée, fondues en 1927 par Charles Wauthy, fondeur de cloches à Douai (Sin-le-Noble). Elles ont été baptisées le dimanche 20 mars 1927.
- Ghislaine-Louise : do 3 - 1 900 kg
- Marthe-Julia : fa 3 - 780 kg
- Henriette-Magdeleine : sol 3 - 550 kg
- Marie-Élisabeth-Monique : la 3 - 390 kg

### Vitraux
Les vitraux, de l'atelier du maître verrier Charles Champigneulle et du peintre Henri Pinta, retracent l'histoire de la cité et évoquent la vie de saint Vaast.

Vitraux de l'église Saint-Vaast de Béthune
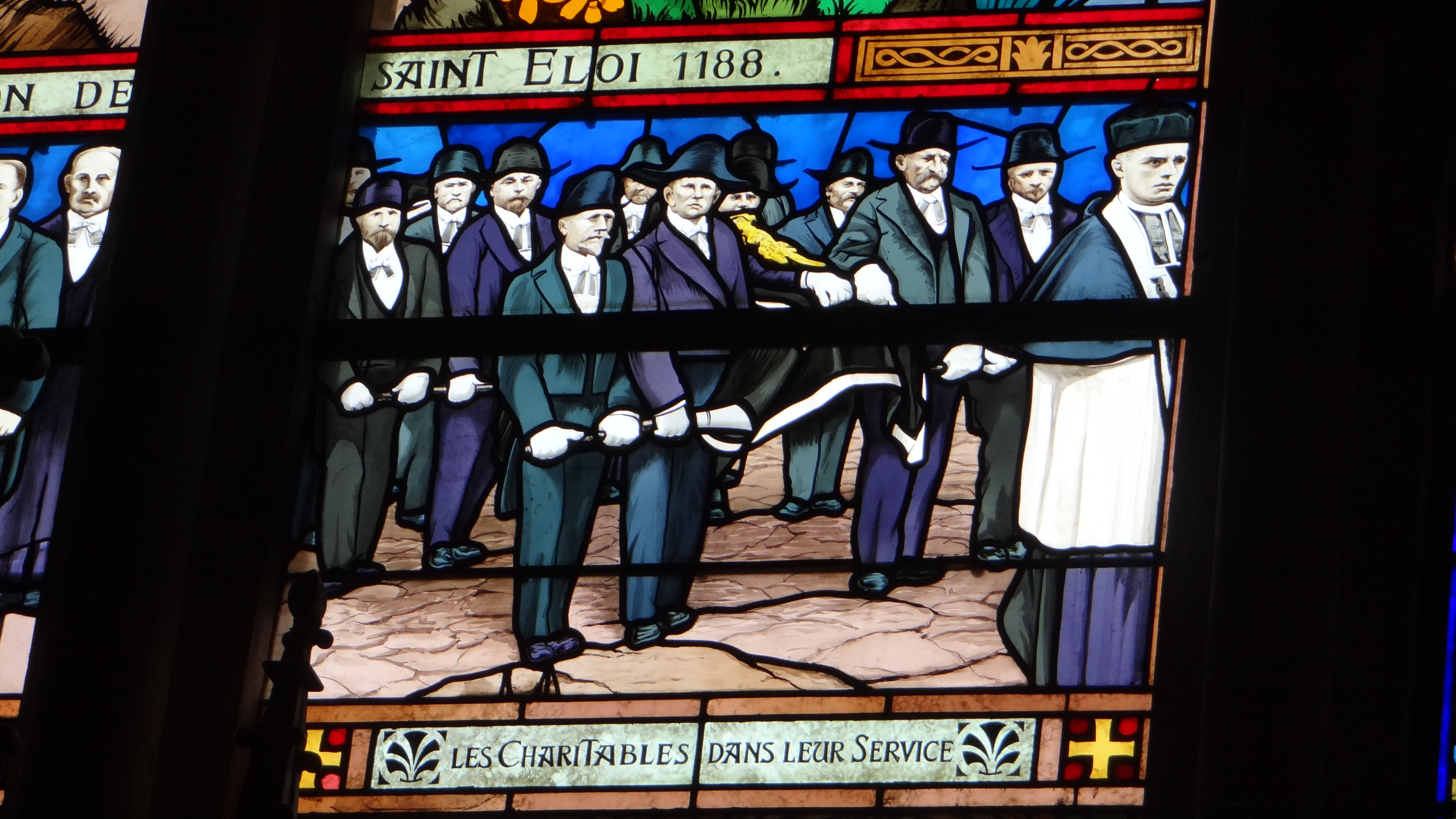
Confrérie des Charitables de Saint-Éloi
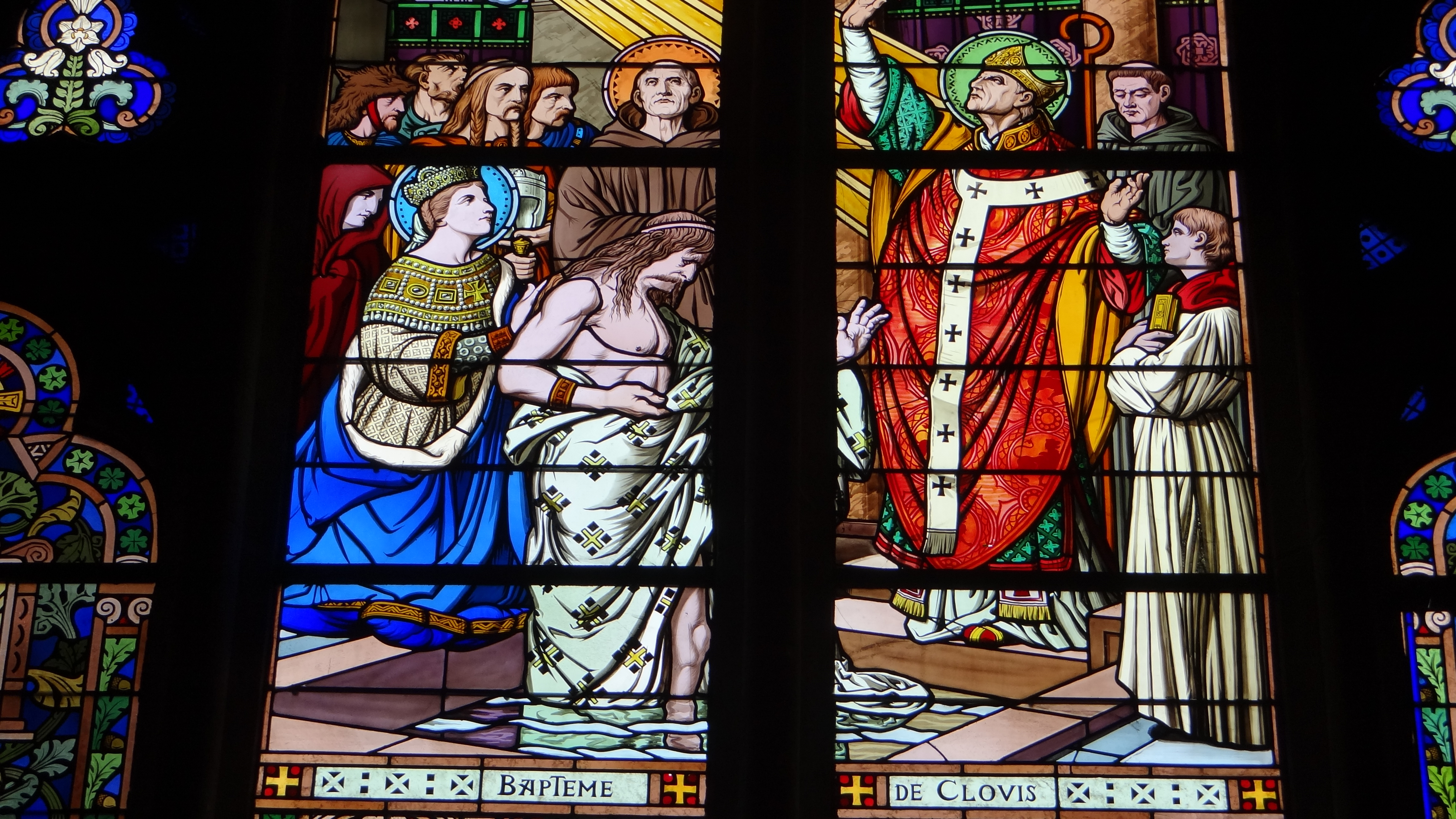
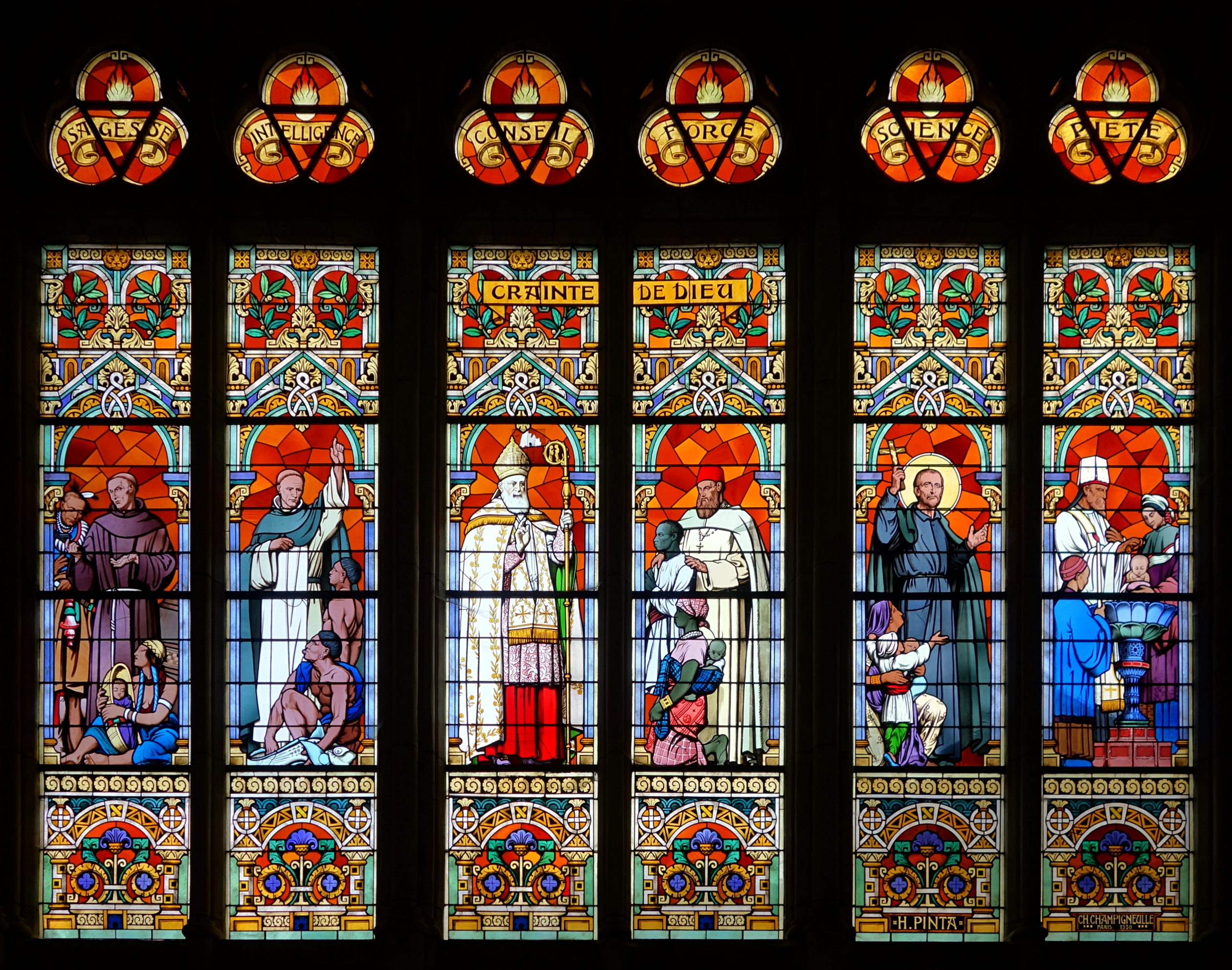

### Meubles liturgiques
Le mobilier en bois est l'œuvre des ateliers Lefèbvre-Lenclos : stalles, fauteuil de célébrant et sièges d'acolytes, confessionnaux. 
Les éléments en pierre comme le maître-autel et son retable, la chaire (probablement) et les cloisons de Chœur proviennent des établissements Buisine, dirigé par Edouard Buisine, fils de Charles Buisine-Rigot.

### Statues et sculptures
Le chœur de l'église est entouré de deux statues en pierre représentant Sainte Jeanne d'Arc et Saint Michel. Elles sont les œuvres de  Maxime Real del Sarte.
La pietà, près de l'entrée de l'église, est une reproduction du chef-d'œuvre de Michel-Ange, signée Barbedienne.
Les statues en pierre se trouvant le long des bas-côtés et représentant Saint-François d'Assise, Saint Antoine et le Curé d'Ars sont attribués à l'atelier Lefèbvre-Lenclos, situé à Beuvry.
La statue de Saint Christophe et les stations du chemin de croix proviennent de la manufacture de l'Union Internationale Artistique de Vaucouleurs. Ils ont parfois été attribué, à tort, à l'atelier Lefèbvre-Lenclos. Il est néanmoins possible que cet atelier ait assuré le rôle de fournisseur.
La statue de Saint-Vaast est une statue en pierre de Jules Déchin.
Le groupe de Notre-Dame du Rosaire est une œuvre en terre cuite de la Sainterie de Vendeuvre. Elle a, aussi, parfois été attribuée à l'atelier Lefèbvre-Lenclos.
Le groupe de Notre-Dame de la Salette provient de la Statue Religieuse de Paris, aussi appelée Maison Raffl.

## Galerie d'images

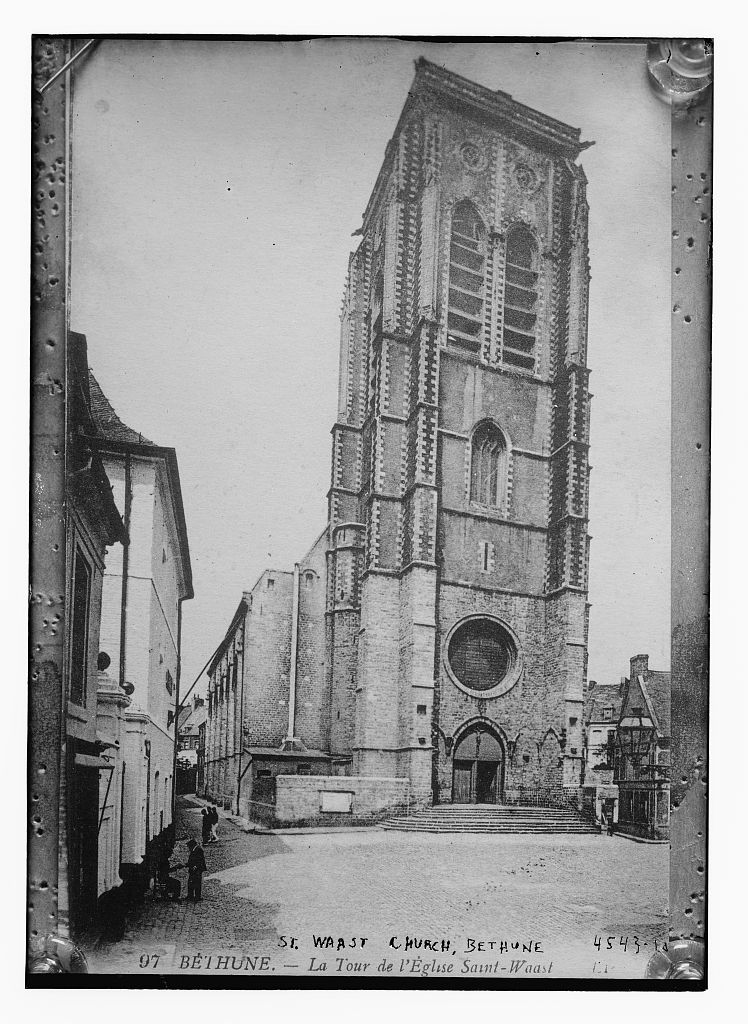
L'ancienne église
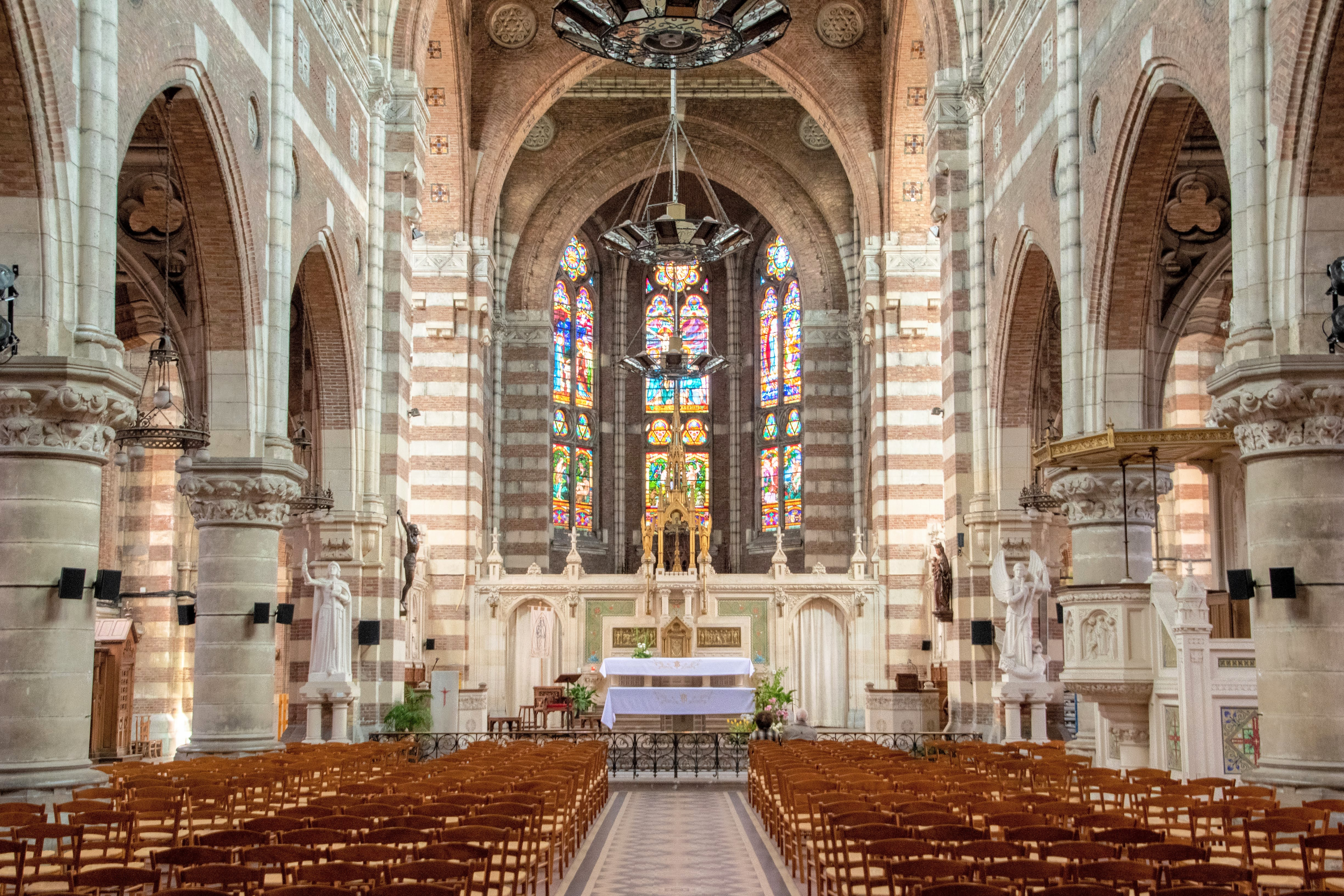
La nef et le chœur
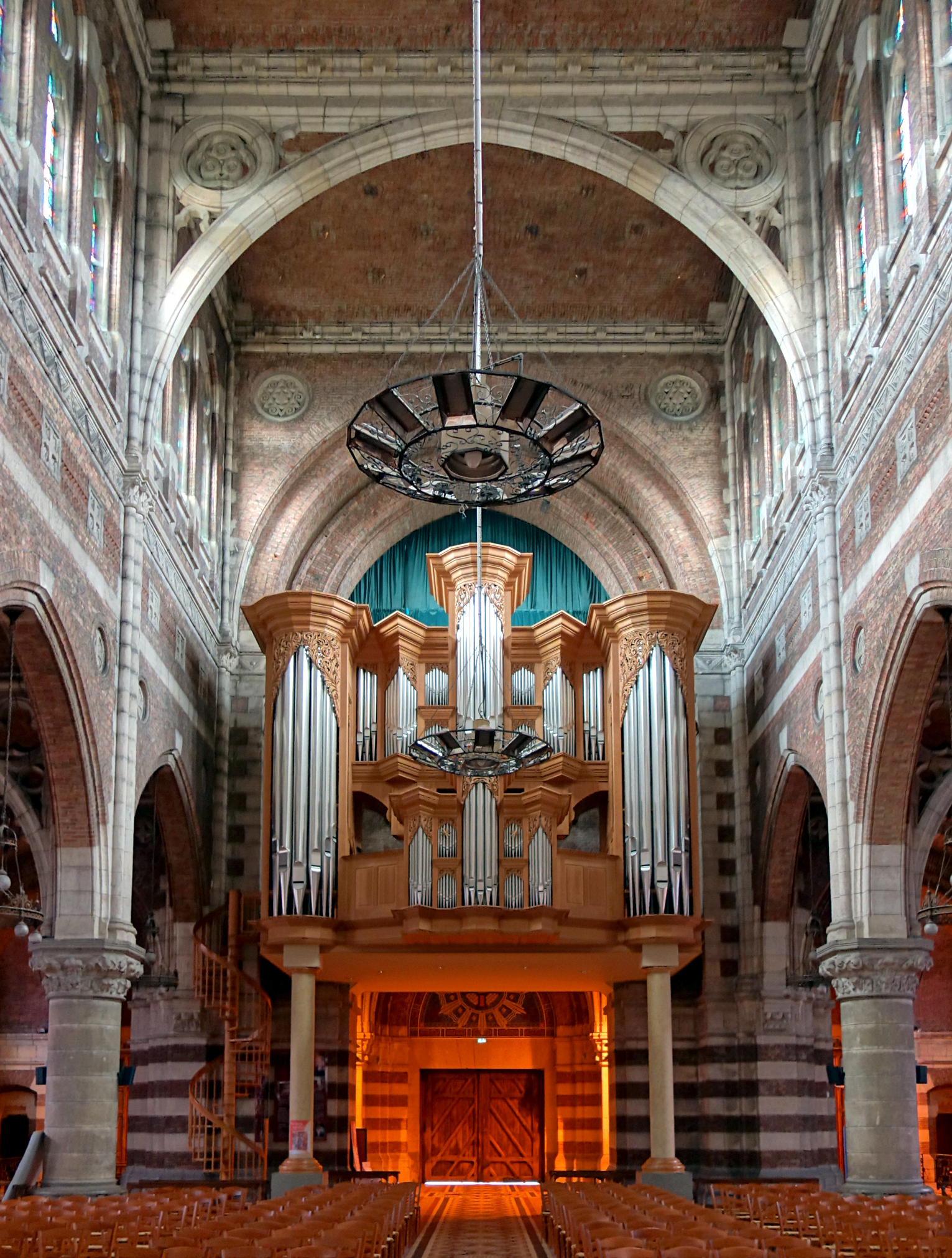
Le grand orgue et la tribune
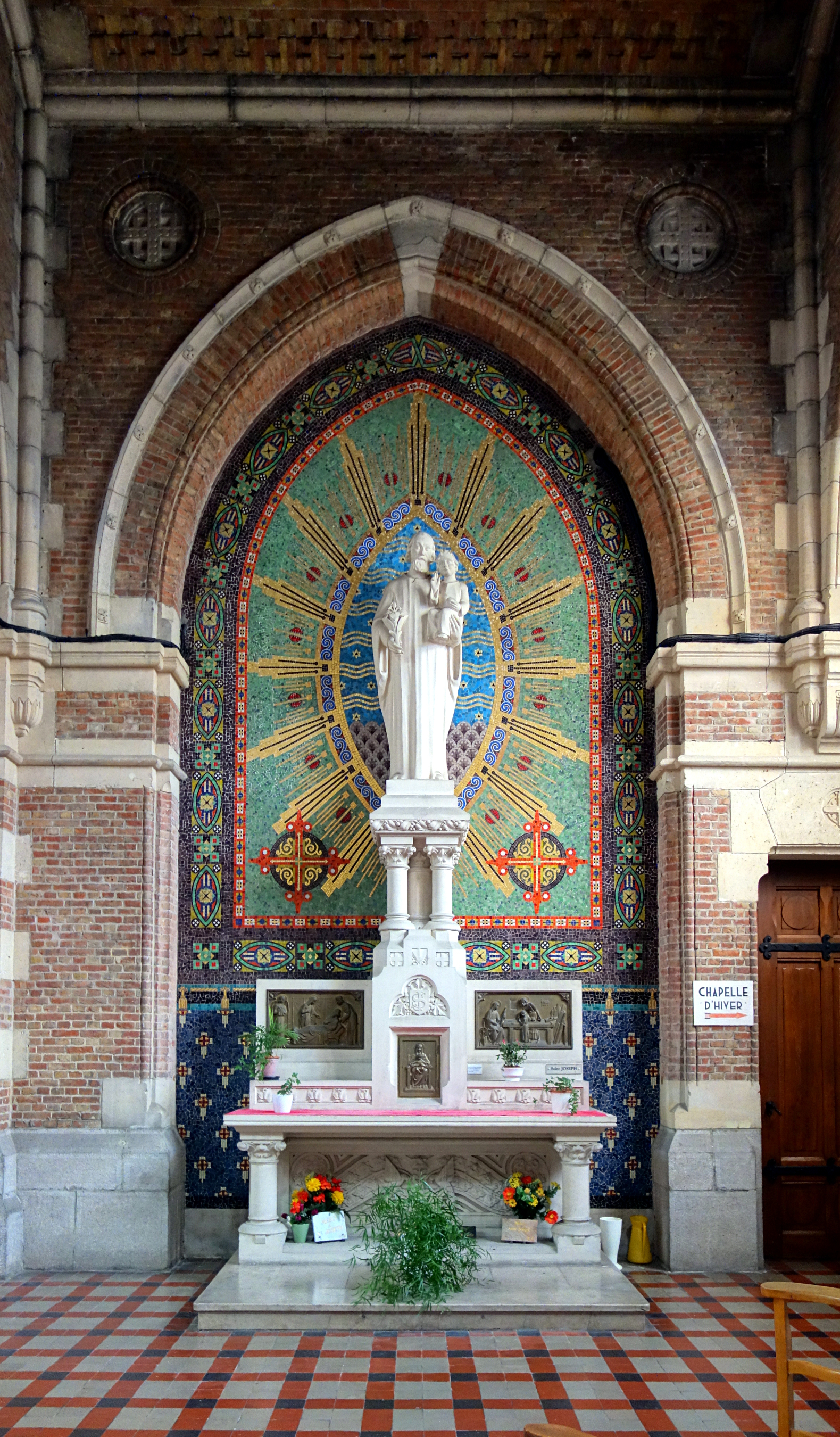
Autel de Saint Joseph
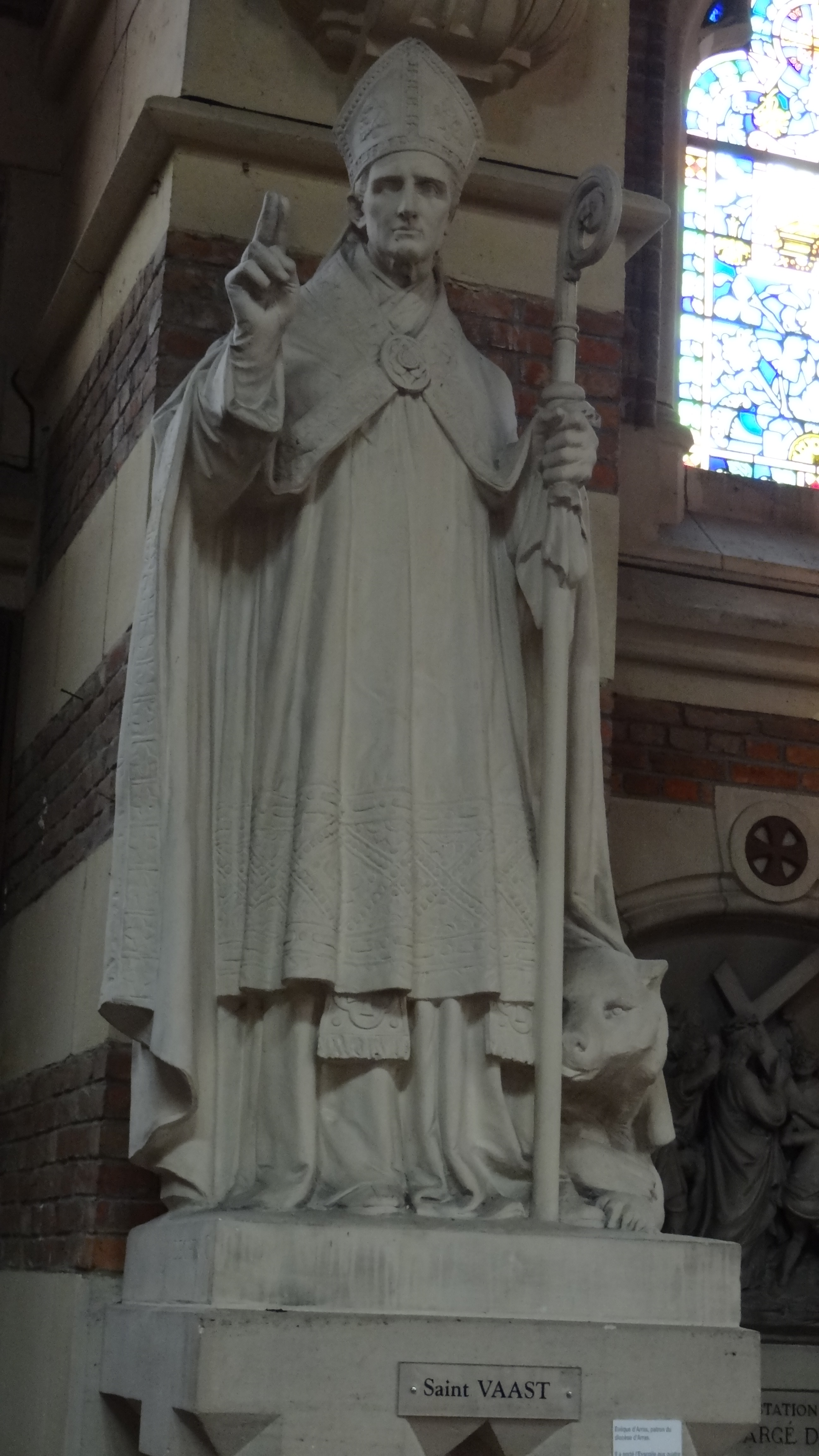
Statue de Saint Vaast